# 20 Feet from Stardom
20 Feet from Stardom (deutsch 20 Fuß entfernt vom Berühmtsein) ist ein US-amerikanischer Dokumentarfilm von Morgan Neville aus dem Jahr 2013. Er wurde bei der Oscarverleihung 2014 mit einem Oscar in der Kategorie Bester Dokumentarfilm ausgezeichnet. 2023 wurde der Film in das National Film Registry aufgenommen.

## Handlung
Der Film dokumentiert das Leben von Begleitsängerinnen und -sängern im Schatten einiger der größten Musiklegenden des 21. Jahrhunderts, wie Bruce Springsteen, Stevie Wonder, Mick Jagger und Sting. Er möchte diejenigen Gesichter in das Rampenlicht stellen, die die Musik von großen Musikern erst zu dem machen, was sie ist.

## Einspielergebnis
Der Film spielte in den Kinos weltweit rund 5 Millionen US-Dollar ein.

## Darsteller
| Darsteller         |
| ------------------ |
| Lou Adler          |
| Stevvi Alexander   |
| Patti Austin       |
| Chris Botti        |
| David Bowie        |
| Todd Boyd          |
| Ray Charles        |
| Carole Childs      |
| Amy Christian      |
| Greg Clark         |
| Kyliah Clayton     |
| Merry Clayton      |
| Charlotte Crossley |

| Darsteller    |
| ------------- |
| Sheryl Crow   |
| Chris Darrow  |
| Paul Epworth  |
| Tabitha Fair  |
| Lisa Fischer  |
| Susaye Greene |
| Mikie Harris  |
| Ula Hedwig    |
| Judith Hill   |
| Michiko Hill  |
| Peewee Hill   |
| Cissy Houston |
| Mick Jagger   |

| Darsteller      |
| --------------- |
| Fanita James    |
| Mable John      |
| Gloria Jones    |
| David Lasley    |
| Jo Lawry        |
| Claudia Lennear |
| Mark Lennon     |
| Darlene Love    |
| Lynn Mabry      |
| Bill Maxwell    |
| Arnold McCuller |
| Bette Midler    |
| Lesley Miller   |

| Darsteller        |
| ----------------- |
| Cindy Mizelle     |
| Jenni Muldaur     |
| Nia Peeples       |
| Janice Pendarvis  |
| Nicki Richards    |
| Tiffany Riddick   |
| David Ritz        |
| Sharon Robinson   |
| Phil Spector      |
| Bruce Springsteen |
| Sting             |
| Rose Stone        |
| Jean Thomas-Fox   |

| Darsteller        |
| ----------------- |
| Vanéese Y. Thomas |
| Luther Vandross   |
| Táta Vega         |
| Martha Wash       |
| Oren Waters       |
| Maxine Waters     |
| Julia Waters      |
| Toni Wine         |
| Stevie Wonder     |
| Edna Wright       |

## Auszeichnungen und Nominierungen
| Jahr | Award                                             | Kategorie                     | Ergebnis  |
| ---- | ------------------------------------------------- | ----------------------------- | --------- |
| 2014 | Academy Award                                     | Bester Dokumentarfilm         | Gewonnen  |
| 2014 | Critics’ Choice Movie Award                       | Bester Dokumentarfilm         | Gewonnen  |
| 2014 | Black Reel Awards                                 | Herausragender Dokumentarfilm | Gewonnen  |
| 2014 | Black Reel Awards                                 | Herausragender Song           | Gewonnen  |
| 2014 | American Cinema Editors                           | Schnitt                       | Gewonnen  |
| 2014 | Independent Spirit Awards                         | Bester Dokumentarfilm         | Nominiert |
| 2014 | Image Awards                                      | Herausragender Dokumentarfilm | Nominiert |
| 2014 | Chlotrudis Awards                                 | Bester Dokumentarfilm         | Nominiert |
| 2014 | Central Ohio Film Critics Association             | Bester Dokumentarfilm         | Nominiert |
| 2013 | International Documentary Film Festival Amsterdam | Zuschauerpreis                | Gewonnen  |
| 2013 | Seattle International Film Festival               | Bester Dokumentarfilm         | Gewonnen  |
| 2013 | Provincetown International Film Festival          | Zuschauerpreis                | Gewonnen  |
| 2013 | Phoenix Film Critics Society Awards               | Bester Dokumentarfilm         | Gewonnen  |
| 2013 | Dallas-Fort Worth Film Critics Association Awards | Bester Dokumentarfilm         | Gewonnen  |
| 2013 | RiverRun International Film Festival              | Bester Dokumentarfilm         | Gewonnen  |
| 2013 | Sundance Film Festival                            | Bester Dokumentarfilm         | Nominiert |
| 2013 | San Francisco Film Critics Circle                 | Bester Dokumentarfilm         | Nominiert |
| 2013 | San Diego Film Critics Society Awards             | Bester Dokumentarfilm         | Nominiert |
| 2013 | Chicago Film Critics Association Awards           | Bester Dokumentarfilm         | Nominiert |
| 2013 | Satellite Awards                                  | Bester Dokumentarfilm         | Nominiert |